# Poro
|  | Per a altres significats, vegeu «Poro, re dell'Indie». |

|  | Per a altres significats, vegeu «Poro (Costa d'Ivori)». |

Poro és una municipalitat de 4a classe de la província de Cebú a les Filipines. D'acord amb el cens del 2015 la població era de 25.212 habitants. Juntament amb Tudela són a l'illa de Poro a les illes Camotes. El nom "puro" significa illa en la llengua waray. El dia festiu de Poro se celebra anualment el tercer divendres de gener en honor del Sr. Sto Nino. Poro es divideix administrativament en disset barangays:
| - Adela - Altavista - Cagcagan - Cansabusab - Daan Paz (antigament anomenat Poso) - Eastern Poblacion - Esperanza - Libertad - Mabini | - Mercedes - Pagsa - Paz (antigament anomenat Santa Rosa) - Rizal - San Jose - Santa Rita - Teguis - Western Poblacion |